# 鷺ノ湯温泉
鷺ノ湯温泉（さぎのゆおんせん）は、島根県安来市（旧国出雲国）にある温泉。周辺は清水月山県立自然公園（鷺の湯温泉地区）となっている。

## 泉質
- 含放射能-ナトリウム・カルシウム-塩化物・硫酸塩泉
  - 源泉温度51.6℃
  - 毎分600Lの湧出量がある

## 温泉街
飯梨川沿いに3軒の旅館が存在する。
共同浴場は存在しないが、旅館の日帰り入浴や近隣の日帰り温泉施設が利用できる。

## 歴史
開湯は724年〜729年の間とされる。開湯伝説によれば、白鷺が傷を癒しているところを発見したとされる。温泉名もそれに由来する。
戦国時代は尼子氏の城下町に近かったことから、尼子氏の御殿湯も置かれた。
その後、温泉街を流れる川の洪水により源泉が埋没して、一時期温泉は途絶えた。
1907年（明治40年）頃に温泉が再発見され、温泉地は復興した。
1962年（昭和37年）3月10日 - 厚生省告示第65号により国民保養温泉地に指定

## アクセス
- 鉄道：JR山陰本線安来駅より安来市広域生活バス（イエローバス）で約20分。